# Ralph Evinrude
Ralph S. Evinrude (Milwaukee, 27 september 1907 - Jensen Beach (Florida), 21 mei 1986) was een Amerikaans zakenmagnaat, het best bekend als de voorzitter van de Outboard Marine Corporation en de echtgenoot van zangeres en entertainer Frances Langford.
Evinrude werd geboren in Milwaukee als zoon van Bess en Ole Evinrude. Evinrude's vader was in 1882 geëmigreerd uit Noorwegen. en had de eerste commercieel haalbare buitenboordmotor ontwikkeld, waardoor een nieuwe vorm van industrie en recreatie ontstond. In 1927 trad Evinrude toe tot het familiebedrijf, Elto Outboard Motor Company, na twee jaar op de Universiteit van Wisconsin-Madison te hebben gestudeerd. Na het overlijden van Ole Evinrude op 12 juli, 1934 nam Ralph Evinrude het bedrijf over. In 1936 werd Elto Outboard Motor Company samengevoegd met Johnson Motor Company uit Waukegan tot Outboard Marine Corporation (OMC).
In 1936 werd Evinrude door de Raad van Bestuur verkozen tot president en directeur. In 1953 werd hij verkozen tot vicevoorzitter van de raad en voorzitter van het Uitvoerend Comité van de OMC. Hij werd voorzitter van de OMC in 1963. Gedurende zijn 55-jarige carrière in het familiebedrijf breidde hij het bedrijf en de productlijn uit met boten, maaimachines, sneeuwscooters en kettingzagen. Het bedrijf werd actief over de gehele wereld. Toen Evinrude met pensioen ging als voorzitter in 1982 had OMC meer dan 9000 werknemers in de gehele wereld.
In 1955 trouwde Evinrude met Frances Langford en verhuisde naar haar landgoed in Jensen Beach. Ze brachten een groot deel van hun tijd aan boord van het 118-voets zeiljacht Chanticleer door. Ze openden een resort in Jensen Beach genaamd The Outrigger.
Tijdens zijn latere werkzame jaren en zijn pensioen ondersteunde Evinrude een brede waaier aan filantropische activiteiten, waaronder activiteiten in Florida en de marine-industrie, maar ook ondersteuning van ziekenhuizen, instellingen voor hoger onderwijs en de kunsten rond Milwaukee.
Evinrude overleed thuis in Jensen Beach op de leeftijd van 78. OMC heeft een testcenter in Stuart, Florida, dat zijn naam draagt.
Sinds 2001 bestaat OMC niet meer, maar de merknaam Evinrude alsmede de producten zijn sinds 2002 eigendom van Bombardier, en enkele jaren later BRP (Bombardier Recreational Products).